# 銀翼殺手：黑蓮花
《銀翼殺手：黑蓮花》（日语：ブレードランナー：ブラック・ロータス）是一部日本科幻動作動畫劇集，改編自菲利普·狄克創作的《銀翼殺手系列》。該劇由Crunchyroll和華納兄弟電視公司共同製作，於2021年首播。

## 角色
艾兒
配音：志田有彩（日本）；潔西卡·漢維克（美國）
約瑟
配音：藤真秀（日本）；李威尹（美國）
阿拉尼·戴維斯（Alani Davis）
配音：本田貴子（日本）；薩米拉·威利（美國）
老尼安德·華勒斯（Niander Wallace Sr）
配音：土師孝也（日本）；布萊恩·考克斯（美國）
小尼安德·華勒斯（Niander Wallace Jr）
配音：子安武人（日本）；魏斯·班特利（美國）
馬洛
配音：楠大典（日本）；喬許·杜哈莫（美國）
約瑟芬·格蘭特（Josephine Grant）
配音：榊原良子（日本）；佩顿·利斯特（美國）
厄爾·格蘭特（Earl Grant）
配音：大塚芳忠（日本）；史蒂芬·魯特（美國）
貝德格博士（Doc Badger）
配音：金馬貴之（日本）；巴克哈德·阿卜迪（美國）
班尼斯特參議員（Senator Bannister）
配音：津嘉山正種（日本）；格雷格·亨利（美國）
M醫生（Doctor M）
配音：野島昭生（日本）；亨利·科澤尼（美國）
霍伯
配音：矢尾一樹（日本）；傑森·斯皮薩克（美國）

## 製作
動畫於2018年11月29日公佈，將於2021年播出。該劇將由Sola Digital Arts製作動畫，荒牧伸志和神山健治簽約執導所有集數。《銀翼殺手：2022大停電》的導演渡邊信一郎將擔任創意製作人。英語配音版本將在Adult Swim的Toonami播放，並在Crunchyroll進行串流。2021年6月，康力斯娛樂在一份新聞稿中宣布該劇預定於2021年秋季在加拿大的Adult Swim上播出。

## 外部連結
- 互联网电影数据库（IMDb）上《銀翼殺手：黑蓮花》的资料（英文）